# Manuel Plaza
Manuel Jesus Plaza Reyes (17. marts 1900 – 9. februar 1969) var en chilensk sportsudøver som deltog i de olympiske lege 1928 i Amsterdam.
Plaza vandt en sølvmedalje i atletik under Sommer-OL 1928 i Amsterdam. Han kom på andenpladsen i maraton med tiden 2.33,23 bagefter franske Boughera El-Ouafi som vandt med tiden 2.32,57. Han vandt chiles første olympiske medalje.